# Alberto Basso
Alberto Basso (Torí, 21 d'agost de 1931) és un musicòleg italià.
Va començar la seva activitat el 1952 amb una monografia en Stravinsky. El 1956 es va graduar en dret a la Universitat de Torí, però la seva activitat es va dedicar plenament a la música. De 1961 a 1974 va ensenyar història de la música al Conservatori de Torí, on també va ser bibliotecari de 1974 a 1993. De 1973 a 1979 i de 1994 a 1997 va ser president de la Societat Italiana de Musicologia. El 1986 Basso va fundar l'Istituto per i Beni Musicali a Piemonte (Institut de Béns Musicals del Piemont). El 1982 es va fer membre de l'Accademia Nazionale di Santa Cecilia. Basso també és membre de l'Acadèmia Filharmònica Romana (1986), Accademia Filarmonica di Bologna (des de 1996) i membre honorari de la Reial Acadèmia Catalana de Belles Arts de Sant Jordi del 2000. L'any 2004 va obtenir un títol honorífic per la Universitat Autònoma de Barcelona. El 1984 Basso va ser nomenat cavaller de l'Ordre del Mèrit de la República Italiana.
A partir de 1961, Basso ha treballat a la secció de musicologia de l'empresa editorial turca UTET. Per a UTET va editar nombroses publicacions col·lectives importants:  La Musica  (1966-1971),  Història dell'opera  (1977),  DEUMM  (Enciclopedista universal de la música i els músics) ', 1983-2005),' 'Musica en escena' '. Storia dello spettacolo musicale '(1995-1996).
Per a l'editorial francesa Opus 111 Basso va crear la sèrie  Tesori del Piemonte  ( Tresors del Piemont , iniciada el 1985), que inclou l'edició "Vivaldi Edition", una edició completa de totes les composicions d'Antonio Vivaldi (prop de 450) propietat de la Biblioteca Nacional de la Universitat de Torí.

## Obres
- 'Il corale organistico di J. S. Bach' ', a' 'L'Approdo Musicale' ', Anno IV nn. 14-15, 1961
- El Conservatori de Música «G. Verdi »de Torino. Storia e documenti d'origini al 1970 , Torino, UTET, 1971
- 'L'edat de Bach i de Händel' ', volum V de' 'Storia della musica' ', Società Italiana di Musicologia, Torí, EDT, 1976
- 'Il Teatro della Città dal 1788 al 1936' ', volum II de' 'Història del Teatre Regi de Torino' ', Torí, Cassa di Risparmio di Torino, 1976
- Frau Musika. La vida i l'opere de J. S. Bach , 2 Volums, Turin, EDT (volum I: 1979, volum II: 1983)
- 'Sui sentieri della musica. Appunti per una rassegna iconografica , amb Luciano Berio i Alberto Conforti, Milà, IdeaLibri, 1985
- J. S. Bach. Tracce di una vita profunda , Torí, Club de Lleó, 1985
- L'invenzione della gioia. Musica e massoneria nell'età dei Lumi , Milan, Garzanti, 1994
- Storia della musica , 3 Volums, Turin, UTET, 2004-05 (a la quarta secció de  DEUMM )
- "I Mozart a Itàlia", Roma, Accademia Nazionale di Santa Cecilia, 2006

Basso també va ser editor de les següents publicacions:
- 'La Musica':  Enciclopèdia històrica  (4 volums, 1966) i  Diccionari  (2 volums, 1971), Turín, UTET
- Història del Teatre Regio de Torino , 6 volums, Torí, Cassa di Risparmio di Torino, 1976-1991
- Storia dell'opera , 3 Volums, Turin, UTET, 1977
- DEUMM  ( Enciclopèdia Enciclopèdica Universal de Musica i dei Musicisti ), 22 volums en quatre seccions, Turín, UTET, 1983-2005
- L'arcano incanto. Il Teatro Regio di Torino, 1740-1990  (catàleg de l'exposició homònima), Milà, Electa, 1991
- Compacte Enciclopedia della musica , Novara, De Agostini, 1995
- "Música a escena. Storia dello spettacolo musicale , 6 volums, Turin, UTET, 1995-1996